# L'Apprenti fakir
L'Apprenti fakir est un spectacle musical en trois actes de Jean Marais, présenté le 18 décembre 1957 au Théâtre de la Porte-Saint-Martin (Paris), avec une mise en scène chorégraphique originale du danseur américain George Reich sur une musique de Jeff Davis.

## De l'idée à la création
En 1957, un peu avant son départ pour Cinecittà et le tournage du film de Visconti Nuits Blanches, Jean Marais fut contacté par son ami danseur George Reich, le créateur en 1955 des « Ballets Bo ». Ce dernier, de retour des États-Unis, avait en tête un projet un peu fou de monter, dans un théâtre parisien, une comédie musicale à l’américaine. Un show digne de Broadway comme il en avait vu plusieurs à New York. Bien que ce type de spectacle ne fût pas du tout habituel en France où la Revue tenait toujours le haut de l'affiche, George Reich demanda à Marais de mettre sur papier l'argument du spectacle pendant son séjour romain. La proposition de George Reich étant attirante, Jean Marais a raconté dans son livre de souvenirs, « Histoires de ma vie », comment il avait eu l'idée de ce spectacle en remontant à ses souvenirs d'enfance. Il avait été fort impressionné, à l’âge de six ans, par un fakir forain qui se faisait fort de réaliser les vœux des spectateurs : « L'idée me vint de créer un ballet pour Georges Reich. Il en rêvait. Le cinéma me retenait en Italie aux côtés de Visconti. Alors, sur le tournage, entre les scènes, je griffonnais un projet de livret. Georges Reich le reçut et me téléphona, ravi. "Je dois le faire réécrire car je n'ai pas une plume d'auteur", lui dis-je. "Non, me répondit-il, nous nous mettons au travail ». 
À Rome, s'étant pris au jeu, Marais avait écrit aussi le texte de quelques chansons. À son retour à Paris, il eut la surprise de découvrir que non seulement Reich n'avait contacté aucun auteur professionnel, mais qu'il avait retenu un musicien, Jeff Davis pour composer la musique d'un spectacle qui serait écrit par Jean Marais lui-même. Pour la forme, ce dernier protesta un peu, puis se lança à corps perdu dans la passionnante aventure de L’Apprenti fakir, le personnage étant un fakir débutant. « De retour à Paris, j'élabore costumes et décors. Beaucoup de décors car le ballet se déroulait dans des lieux divers avec des changements de saisons. Les danseurs changeaient de costumes sur scène par un jeu de fils et de lumière noire. J'avais acheté des tours de prestidigitation qui rendaient le spectacle très vivant ». Marais assurera la mise en scène, les décors et sera le producteur. Pour évoquer ce thème de l'apprenti sorcier, Marais fit appel aux ressources de la chorégraphie moderne, du jazz et du music-hall. Il conçut un spectacle qui s'apparentait aux réalisations de Roland Petit, lui aussi séduit par le show à l'américaine. Cinquante musiciens, quarante cinq danseurs, qui devaient aussi prendre des cours de chant. Sur les dix chansons du spectacle, cinq furent écrites par Marais, les cinq autres par un jeune auteur-compositeur, débutant, du nom de Charles Aznavour. 
Un spectacle de cette envergure ne pouvait en aucun cas gagner de l'argent. L'Apprenti fakir fera salle comble pendant deux mois au théâtre de la Porte-Saint-Martin, mais Marais perdra, chaque soir, plus de vingt mille francs (environ 3000 euros). Pour être rentable, il aurait fallu une salle plus grande, ou des coûts plus faibles. Donc financièrement ce fut un échec. Jean Marais qui, à son habitude aimait le risque et le perfectionnisme, se retrouva après L'apprenti fakir dans une situation financière particulièrement délicate. Par la suite Jean Marais s'expliqua : « Petit à petit, le spectacle m'incomba entièrement, puisqu'on me demanda aussi d'être le metteur en scène et le commanditaire ; et je perdis beaucoup d’argent […] Pourtant des salles combles et un grand succès : c'est que je n'ai pas de mesure ; je ne suis pas commerçant. L'orchestre comptait cinquante musiciens, les ballets, de nombreux danseurs. On en avait même fait venir spécialement d'Amérique. […] Bref, même avec des salles pleines, nous étions en déficit. Heureusement, le spectacle ne se prolongea que deux mois. Toutes les critiques étrangères, américaines, allemandes, anglaises, étaient favorables. Les critiques françaises me reprochaient d'avoir fait chanter les danseurs, prétendant qu'ils ne savaient pas chanter. Je n'en donnerai pour preuve que ma vedette féminine, danseuse professionnelle, Nicole Croisille qui, depuis, ne fait plus que du chant avec un grand succès. »,,.

## Création du spectacle en 1957
- Première le 18 décembre 1957 au Théâtre de la Porte-Saint-Martin (Paris)[7]
- Spectacle musical de Jean Marais
- Assistant : Alain Nobis
- Mise en scène chorégraphique : Georges Reich avec Les Ballets HO
- Musique : Jeff Davis
- Paroles : Charles Aznavour
- Décors et costumes : Jean Marais
- Orchestre sous la direction de Pierre Delvincourt
- Réalisation sonore : Fred Kiriloff

Danseurs et chanteurs
Georges Reich - Ursula Kubler - Nicole Croisille - Jamie Bauer - François Gres - Corinne Reichel - Lucien Mars - Paul Perley - Jack Payne - Carl Jeffrey - Luis Bernardo - Claudie Bourlon - Antonin da Rosa - Karine Fanger - Freddy Kleetlaur - Rolande Remoncourt - Georges Dintrans (Le Fakir) et le jongleur Claude Richard’s

## De l'analyse à la critique
En 1958, dans le quotidien belge, Le Soir, le journaliste Marcel Lobet (1907-1992) pose la question suivante : « Dans quelle mesure le ballet peut-il épouser la forme du théâtre ? » Selon lui, la danse devenue spectacle a emprunté ses thèmes d'abord à la tragédie, à la comédie, au drame, mais aussi à la farce, à la foire, au music-hall. Si le ballet c'est longtemps inspiré de la mythologie pour créer les arguments, les personnages, les fantasmagories, comme L'Icare de Serge Lifar en 1935, le ballet moderne cherche aussi l'inspiration dans d'autres sources de féeries. L'une de ses fées actuelles (en 1958) c’est l'électricité qui a profondément influencé la présentation scénique des ballets. À présent, décorateurs, metteurs en scène, machinistes-électriciens utilisent toute la gamme des fluorescences avec des effets surprenants. 
Pour illustrer ces remarques sur l'art « luministe » dans le ballet, Lobet analyse le spectacle qui vient de se créer au Théâtre Saint-Martin à Paris, l'Apprenti fakir. « Tandis qu'à l'orchestre triomphent cuivres et batterie, les rideaux de scène, les pétards et les fluorescences créent peu à peu la magie foraine […] car c'est un vrai jongleur aux chaussons ardents qui joue avec les boules de feu. Tout l'arsenal de l'illusionnisme se déploie devant nous, tandis que les artifices de la pyrotechnie sont mobilisés derrière les tentures noires. » Le spectacle a aussi ses faiblesses pour le journaliste : « Il est regrettable, cependant, qu'on y ait introduit des couplets à chanter par des danseurs dépourvus de voix. Les lyrics avaient été composés par Jean Marais lui-même qui les soumit à Charles Aznavour, lequel n'en retint que trois, se réservant d'en composer six autres de son cru. Tout cela n'ajoute rien au plaisir du spectateur. Les ballets Ho ne peuvent que se fourvoyer du côté de l'art vocal - qu'ils se contentent du « ho » qui est leur cri de guerre. » 
C'est à propos de la chorégraphie que Loubet adresse ses vives critiques. Celle-ci « se fait tantôt orientale et reptilienne pour la danse de bayadère, tantôt résolument extrême-occidentale avec la samba et le Rock 'n' roll. La petite bourgeoise issue du public, à l'appel du bonimenteur, deviendra, selon son vœu, un oiseau des îles, l'oiseau soleil. Son vol sera simulé grâce à des porteurs quasi invisibles sous le maillot noir. Car les jeux de lumière aident aussi le metteur en scène à camoufler les insuffisances de danseurs et de danseuses qui n'ont pas la puissance d'envol d'un Nijinski. » Nous retrouvons ici les papillons scintillants chers à Loïe Fuller à côté de maillots à écailles qui éveillent, dans la pénombre, des lueurs éphémères. D'autre part, les personnages doivent être des virtuoses du frégolisme, c'est-à-dire de la transformation vestimentaire, pour obéir aux injonctions du fakir, George Reich passera quasi sans transition du complet veston à la nudité apollinienne. 
Pour finir, Lobet en arrive à la question initiale, la technique de music-hall peut-elle enrichir le ballet moderne ? Il en est certain, mais à condition que le metteur en scène ait un style, comme ce fut le cas pour Fokine de Petrouchka où les scènes burlesques ne tombèrent jamais dans la vulgarité. Et Marcel Lobet de conclure que l'art chorégraphique, on le constate une fois de plus, a aussi son burlesque, sa mythologie électrique, sa fantasmagorie. Dans ce genre mineur George Reich a mieux réussie que Roland Petit. Toutefois on ne peut dire que L’Apprenti fakir ouvre une voie nouvelle au ballet moderne.